# Embajadores (Madrid)
Embajadores es un barrio administrativo de Madrid, perteneciente al distrito Centro. Dentro de este barrio se encuentra la zona de Lavapiés, considerado por muchos como un propio barrio.
Sus calles limítrofes son la calle Toledo por el oeste, las Rondas de Toledo, Valencia y Atocha por el sur, por el este la calle Atocha y por el norte la calle de Atocha y la calle de Concepción Jerónima. En total, posee una superficie de 103,37 Ha y se trata del segundo barrio más extenso en superficie del distrito Centro, por detrás de Palacio.
Ha sido considerado uno de los barrios con más población inmigrante de la ciudad.

## Población
La media de edad es de 42,85 años. Asimismo, la mayor parte de la población de Embajadores se comprende entre los 16 y los 64 años, a 1 de enero de 2017:
|               | Total  |
| ------------- | ------ |
| 0-15 años     | 4.120  |
| 16-64 años    | 34.023 |
| 65 años y más | 6.487  |
| Total         | 44.630 |

Respecto a la nacionalidad, la población española supera a la extranjera. En cuanto a la distribución por sexo, la diferencia es menos notoria, a 1 de enero de 2017:
|            | Hombres | Mujeres | Total  |
| ---------- | ------- | ------- | ------ |
| Española   | 16.376  | 17.286  | 33.662 |
| Extranjera | 6.571   | 4.396   | 10.967 |
| Total      | 22.947  | 21.683  | 44.630 |

## Transportes

### Cercanías Madrid
En el barrio se encuentra la estación homónima de Embajadores (C-5, Móstoles El Soto – Atocha – Fuenlabrada – Humanes). Muy cerca del límite del barrio también está la estación de Atocha (C-2, C-3, C-4, C-5, C-7, C-8 y C-10, además de trenes de media y larga distancia).

### Metro de Madrid
El barrio posee tres paradas de la línea 1 bajo su límite noreste, en la calle Atocha (Tirso de Molina, Antón Martín y Estación del Arte) y dos de la línea 5 bajo la calle Toledo, al oeste (La Latina y Puerta de Toledo). La línea 3 cruza el centro del barrio, con una estación en el centro (Lavapiés) y otra al sur (Embajadores).

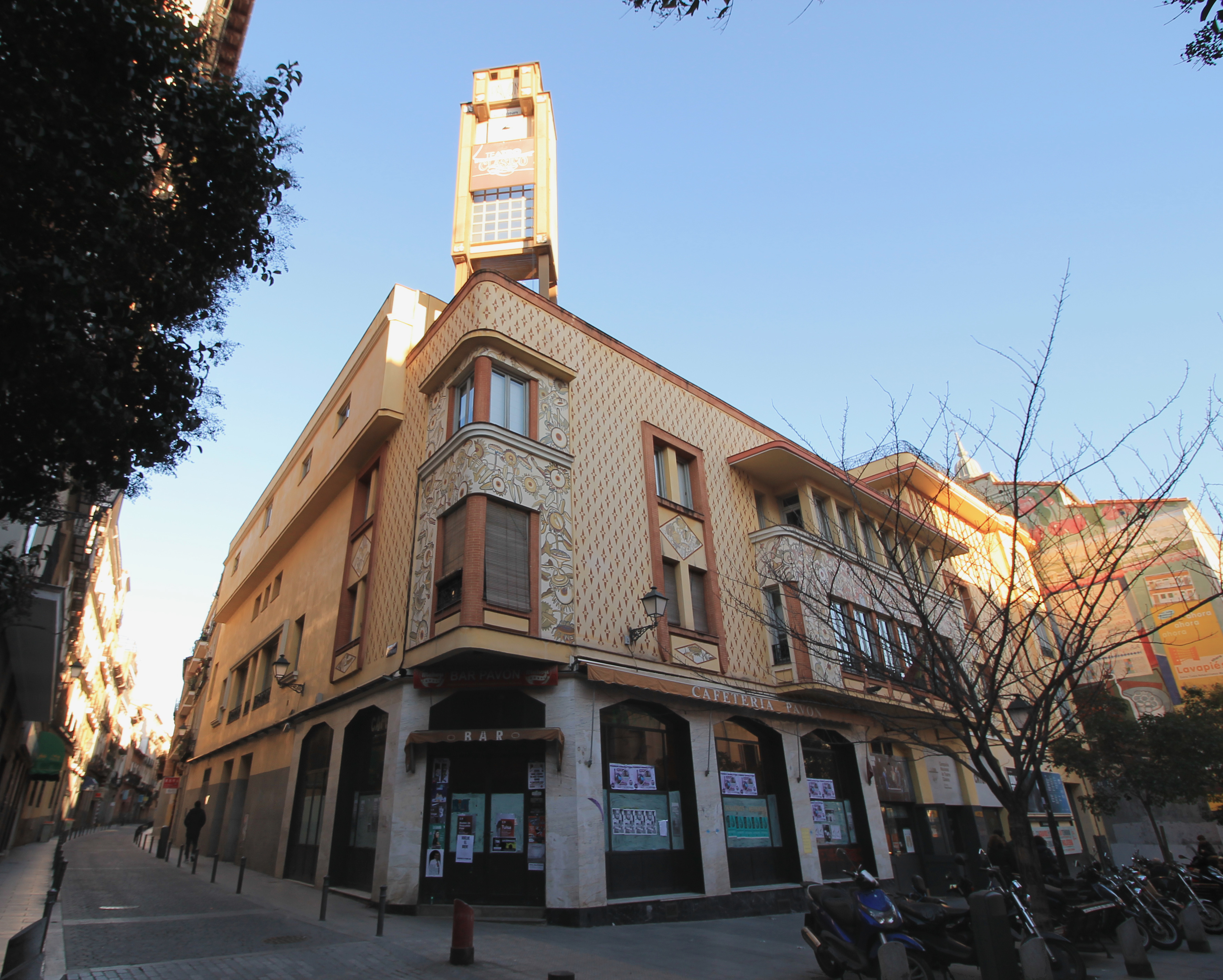
Teatro Pavón

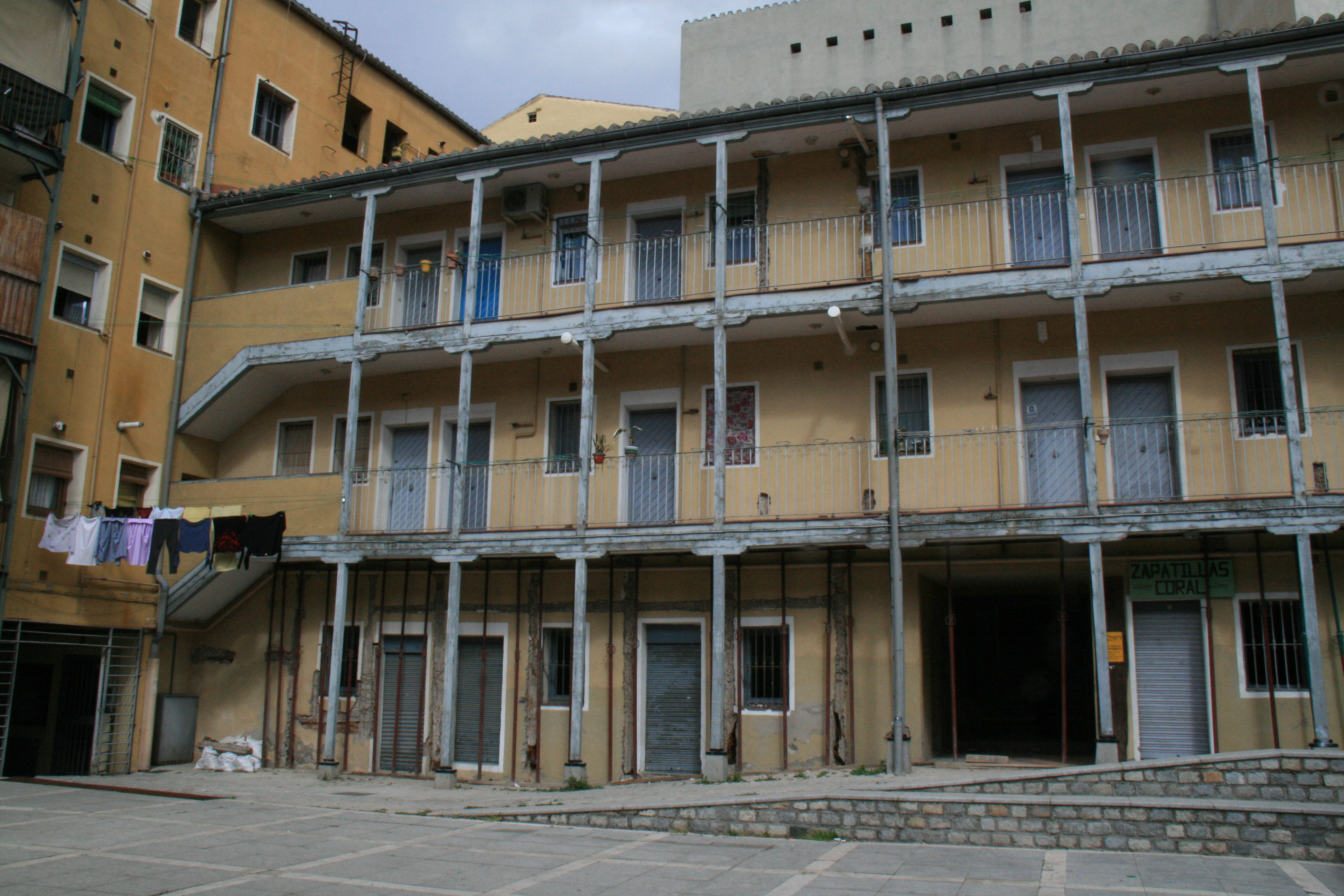
Corrala de la Ribera de Curtidores

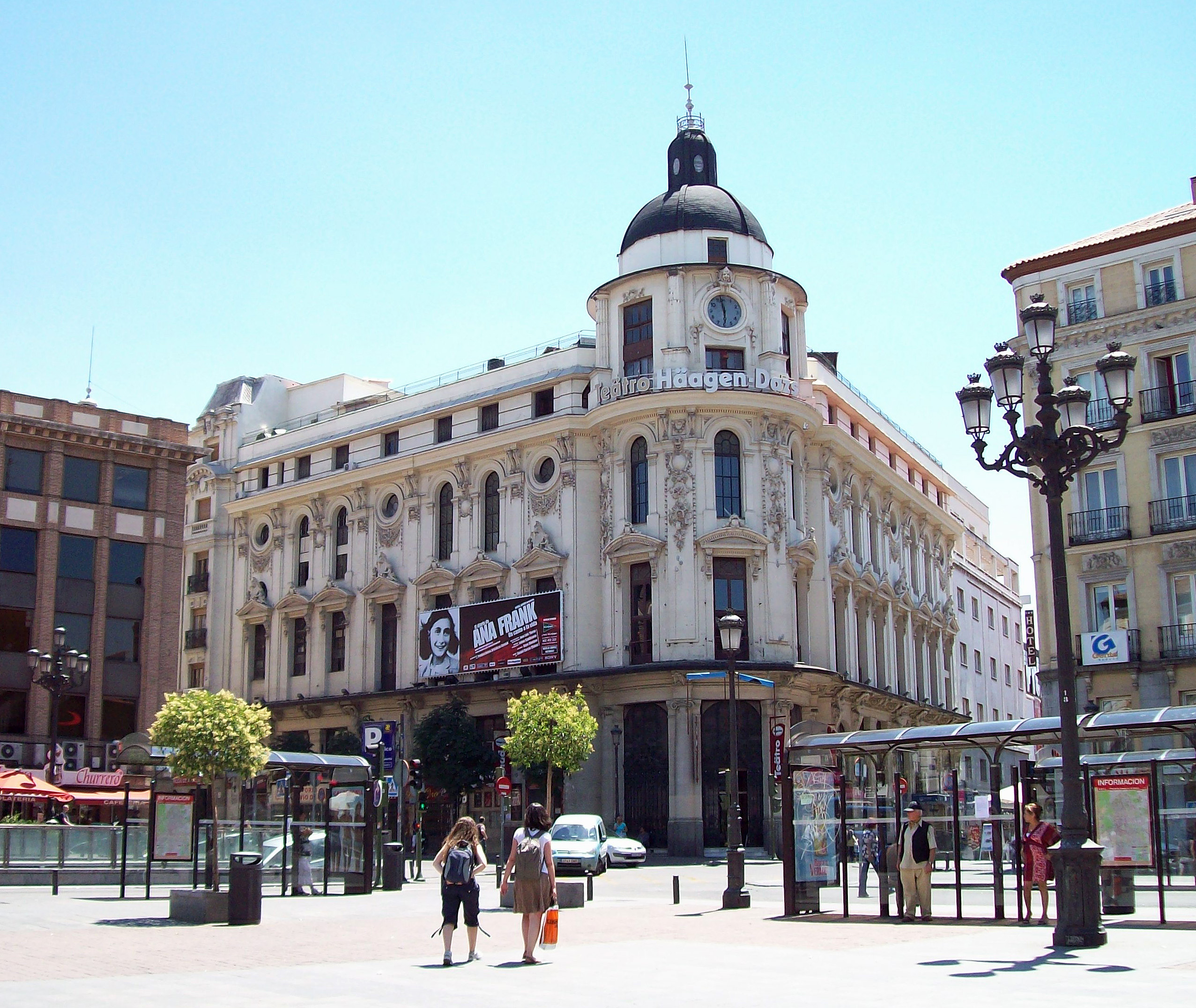
Teatro Calderón

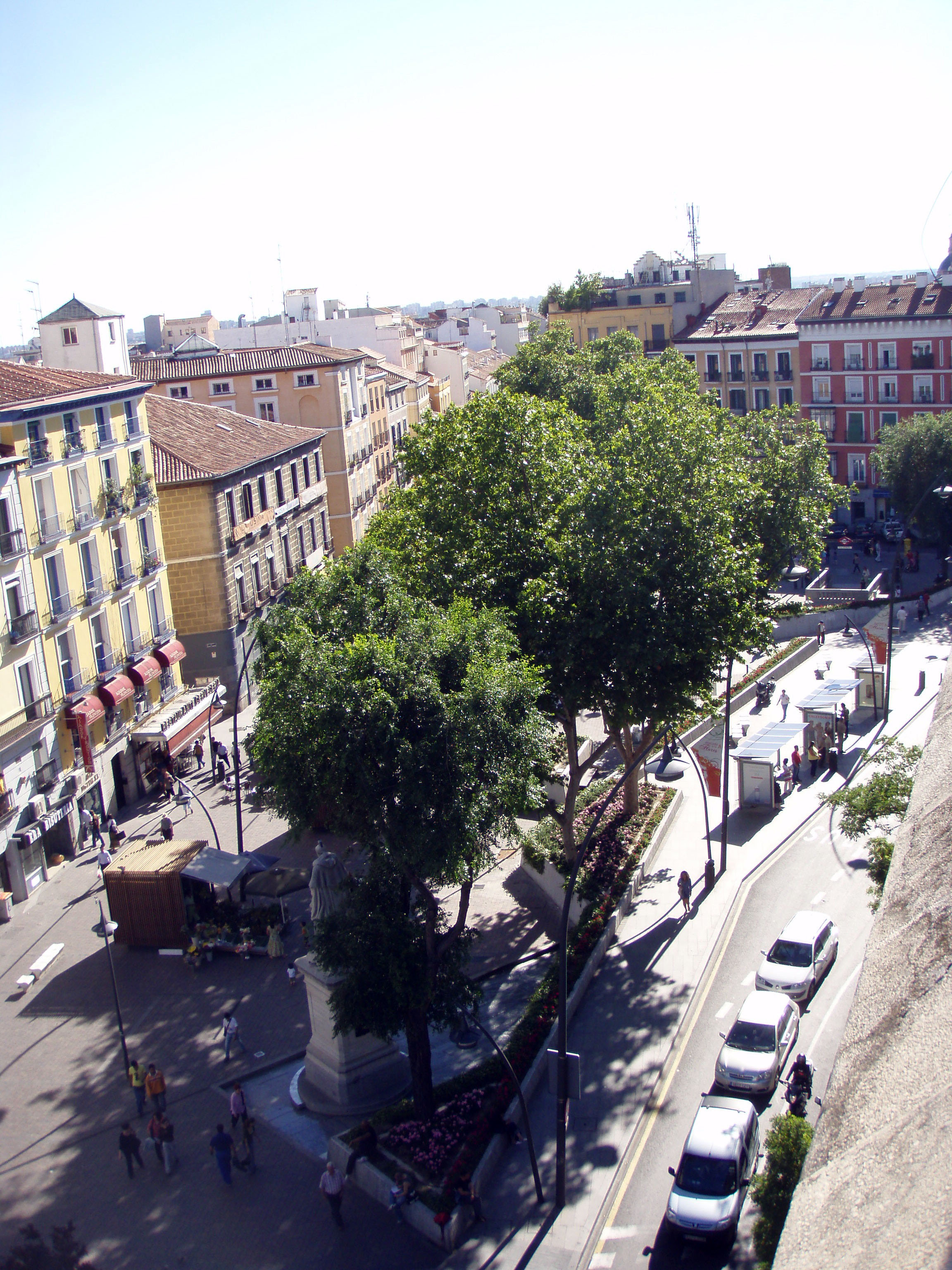
Plaza de Tirso de Molina

### Autobuses
| Línea | Terminales                                    |
| ----- | --------------------------------------------- |
| 3     | Puerta de Toledo – San Amaro                  |
| 6     | Jacinto Benavente – Orcasitas                 |
| 17    | Plaza Mayor – Colonia Parque Europa           |
| 18    | Plaza Mayor – Villaverde Cruce                |
| 23    | Plaza Mayor – Villaverde Cruce                |
| 26    | Tirso de Molina – Diego de León               |
| 27    | Embajadores – Pza. Castilla                   |
| 31    | Plaza Mayor – Aluche                          |
| 32    | Jacinto Benavente – Pavones                   |
| 34    | Cibeles – Las Águilas                         |
| 35    | Plaza Mayor – Carabanchel Alto                |
| 36    | Atocha – Campamento                           |
| 41    | Atocha – Colonia Manzanares                   |
| 50    | Plaza Mayor – Avda. Manzanares                |
| 59    | Atocha – Colonia San Cristóbal de los Ángeles |
| 60    | Plaza de la Cebada – Orcasitas                |
| 65    | Jacinto Benavente – Colonia Gran Capitán      |
| 78    | Embajadores – Bº San Fermín                   |
| 85    | Atocha – Butarque                             |
| 116   | Embajadores – Villaverde Cruce                |
| 118   | Embajadores – Avda. de la Peseta              |
| 119   | Atocha – Barrio de Goya                       |
| 148   | Callao – Puente de Vallecas                   |
| C1    | Circular 1                                    |
| C2    | Circular 2                                    |
| 002   | Puerta de Toledo - Argüelles                  |
| C03   | Puerta de Toledo - Argüelles                  |
| N12   | Cibeles – Butarque                            |
| N14   | Cibeles – Villaverde Alto                     |
| N15   | Cibeles – Hospital 12 de Octubre              |
| N17   | Cibeles – Carabanchel Alto                    |
| N26   | Alonso Martínez – Aluche                      |
| NC1   | Circular 1                                    |
| NC2   | Circular 2                                    |
| M1    | Sol/Sevilla – Embajadores                     |
| M3    | Puerta de Toledo - Sol / Sevilla              |